# Oskar Heurung
Oskar Heurung (* 30. Mai 1904 in Oesfeld, Lkr. Ochsenfurt; † unbekannt) war ein deutscher Jurist und Kommunalpolitiker (CSU).

## Werdegang
Heurung erhielt seine Schulbildung an Humanistischen Gymnasien in Aschaffenburg und Würzburg. Nach dem Abitur studierte er Rechtswissenschaften an der Universität Würzburg. Seit 1923 war er Mitglied der katholischen Studentenverbindung KDStV Thuringia Würzburg. 1931 ließ er sich mit einer eigenen Kanzlei in Schweinfurt nieder. Im April 1936 trat er in den bayerischen Justizdienst ein und war an den Amtsgerichten Haßfurt und Kronach tätig, bis er zum Kriegsdienst eingezogen wurde.
Nach Kriegsende wurde er 1951 in den bayerischen Justizdienst übernommen. Er war Richter an den Amtsgerichten Bamberg, Schweinfurt und Eltmann.
Im März 1952 wurde er zum Landrat des Landkreises Haßfurt gewählt. Er blieb bis Ende 1967 im Amt.

## Ehrungen
- 1972: Verdienstkreuz 1. Klasse der Bundesrepublik Deutschland